# Вот так случилось, мама
«Вот так случи́лось, ма́ма» — миньон Аллы Пугачёвой, выпущенный в СССР фирмой «Мелодия» в 1980 году и, согласно официальной дискографии певицы, являющийся её 7-м синглом. Назван по одной из вошедших в него песен.
Миньон был издан в сентябре 1980 года и предшествовал выходу третьего студийного альбома Аллы Пугачёвой «Поднимись над суетой», вышедшего в ноябре того же года. Композитором всех песен является Алла Пугачёва.
Общий тираж миньона с учётом всех допечаток составил около 200 000 экземпляров.

## О миньоне
Две песни, размещённые на первой стороне пластинки — «Ленинград» и «Музыкант», были написаны Аллой Пугачёвой в 1977 году на стихи Осипа Мандельштама; композиция «Ленинград» посвящена памяти популярной ленинградской певицы Лидии Клемент, умершей от скоротечной болезни в 1964 году в возрасте 27 лет. В текст стихотворения Аллой Пугачёвой были внесены изменения: в частности, исчезло упоминание Петербурга (совершенно невозможное для советской эстрады в конце 1970-х), а строка «По которым найду мертвецов голоса» изменена на «По которым найду голоса». Песня «Музыкант» написана на стихотворение «Жил Александр Герцович». Обе песни исполнялись Аллой Пугачёвой начиная с 1977 по 1983 год в сольных концертных программах, в том числе «Женщина, которая поёт» (1979—1980) и «Монологи певицы» (1981—1983). В середине и конце 1980-х гг. песню «Ленинград» Пугачёва исполняла на концертах только во время гастролей в Ленинграде.
Новая версия песни «Музыкант» прозвучала на юбилейном концерте, состоявшемся в день 60-летия Аллы Пугачёвой, в исполнении самой певицы и хора артистов Московского еврейского театра «Шалом».
Вторая сторона пластинки открывается песней «Что не может сделать атом», написанной на стихи популярного в 1940-е — 1960-е годы американского кантри-певца Вуди Гатри в переводе Татьяны Сикорской. Песня исполнялась Аллой Пугачёвой в концертной программе «Женщина, которая поёт» в 1979 — 1980 гг.
Композиция, давшая название мини-альбому, записывалась Аллой Пугачёвой дважды: в 1978 (на домашней студии Александра Зацепина) и 1979 (на студии фирмы «Мелодия») гг. Как в миньон, так и в альбом «Поднимись над суетой» вошла поздняя версия 1979 года. Песня исполнялась Аллой Пугачёвой в концертных программах «Женщина, которая поёт» в 1979 — 1980 гг. и «Монологи певицы» в 1981 — 1983 гг. В 1982 году в альбом «Как тревожен этот путь» вошла концертная версия песни, которая была записана годом ранее в 1981 году на одном из концертов сольной программы Пугачёвой «Монологи певицы» в сопровождении группы «Рецитал».

## Список композиций
Вся музыка написана Аллой Пугачёвой.
Аккомпанемент во всех записях: вокально-инструментальный ансамбль «Ритм», руководитель Александр Авилов.
| №                   | Название                           | Текст песни         | Длительность |
| ------------------- | ---------------------------------- | ------------------- | ------------ |
| 1.                  | «Ленинград» (Памяти Лидии Клемент) | Осип Мандельштам    | 3:08         |
| 2.                  | «Музыкант»                         | Осип Мандельштам    | 2:53         |
| Общая длительность: | Общая длительность:                | Общая длительность: | 6:01         |

| №                   | Название                    | Текст песни                                 | Длительность |
| ------------------- | --------------------------- | ------------------------------------------- | ------------ |
| 1.                  | «Что не может сделать атом» | Вуди Гатри, русский текст Татьяны Сикорской | 3:04         |
| 2.                  | «Вот так случилось, мама»   | Олег Милявский                              | 3:42         |
| Общая длительность: | Общая длительность:         | Общая длительность:                         | 6:46         |

## Участники

### Музыканты
- Вокал — Алла Пугачёва
- Аккомпанирующий состав — группа «Ритм» под управлением Александра Авилова

### Технический персонал
- Звукорежиссёр — Ю. Стельник
- Редактор — В. Рыжиков
- Художник — Б. Столяров
- Фотограф — Вячеслав Манешин (на конверте не указан)

## Тиражи альбома по заводам-изготовителям
Апрелевский завод:
— 100 000 (зак. 583) — 1980 год
— 20 000 (зак. 164) — допечатка, 1980 год;
Ленинградский завод — ? (зак. ?) — 1980 год;
Ташкентский завод — 157 000 (зак. 837) — 1980 год;
Рижский завод — 4 000 (зак. 809) — 1981 год.